# Clase Sierra (transatlánticos de 1912)
La clase Sierra fue un tipo de vapores de pasaje y carga operados por la naviera alemana Norddeutscher Lloyd. La compañía encargó estos buques en 1912, para aumentar su capacidad de tráfico de pasajeros entre Europa y Sudamérica. A diferencia de sus anteriores vapores, los nuevos barcos contaban con instalaciones para primera y segunda clase, además de alojamiento en entrepuentes para emigrantes.
No deben confundirse con los buques que componían una segunda clase Sierra, construidos a partir de 1923.

## Servicio con Norddeutscher Lloyd
Los buques se encargaron a los astilleros AG Vulcan Stettin (cascos 328 y 329) y Bremer Vulkan (cascos 559 y 560).
Ambos astilleros los barcos entre 1912 y 1913. Los cuatro nuevos buques tenían un tonelaje de 8.226-8.262 TRB y una capacidad de peso muerto de 8.300 tdw a 8.800 tdw. Medían 138,05 m a 139,59 m de eslora y 17,07 m de manga. Propulsados por dos máquinas de vapor de triple expansión de 4.300 y 4.200 CV respectivamente, los barcos navegaban a 13 nudos y requerían una tripulación de 160 hombres.
Los cuatro entraron en servicio rápidamente uno tras otro, y navegaron en conjunción con los gemelos Gotha y Giessen (entregados por Bremer Vulkan en 1907/1908) y Coburg y Eisenach (entregados en 1910, 8140 tdw).
El único barco de pasajeros como tal que utilizó la NDL en la ruta Bremerhaven -Río de la Plata fue el Schleswig, que estuvo en servicio desde 1902,  operando en el Mediterráneo a partir de 1904.
| Buques         | Buques                 | Buques                 | Buques                  | Buques                | Buques                                                  |
| -------------- | ---------------------- | ---------------------- | ----------------------- | --------------------- | ------------------------------------------------------- |
| Buque          | Número de construcción | Botadura               | Entrega                 | Viaje inaugural       | Paradero en 1914 (al iniciar la Primera Guerra Mundial) |
| Sierra Nevada  | 328                    | 24 de agosto de 1912   | Diciembre de 1912       | 4 de enero de 1913    | Pernambuco (10 de septiembre)                           |
| Sierra Córdoba | 329                    | 2 de noviembre de 1912 | 8 de febrero de 1913    | 15 de febrero de 1913 | Buenos Aires (agosto)                                   |
| Sierra Ventana | 559                    | 12 de octubre de 1912  | 21 de diciembre de 1912 | 18 de enero de 1913   | Alemania (desde el 26 de agosto como barco hospital)    |
| Sierra Salvada | 560                    | 5 de diciembre de 1912 | 24 de febrero de 1913   | 1 de marzo de 1913    | Río de Janeiro (agosto)                                 |

## Servicio militar
El Sierra Nevada y el Sierra Salvada se encontraban al estallar la Primera Guerra Mundial en Brasil, quedando internados, y fueron confiscados por el gobierno brasileño en 1917. Entraron a formar parte de la Lloyd Brasileiro como Bage y Avaré.
El Sierra Córdoba, atracado en Buenos Aires, fue cargado con 1.700 toneladas de carbón, ropa de trabajo, zapatos y suministros para servir de buque de abastecimiento al crucero auxiliar (ex-transatlántico) Kronprinz Wilhelm. A mediados de octubre de 1914 se encontró con el Kronprinz frente a las costas brasileñas, le entregó su cargamento (el 23 de octubre se transfirieron en pleno océano 700 toneladas de carbón en un día) y tomó a bordo a sus prisioneros, a quienes llevó a Montevideo a finales de noviembre. 

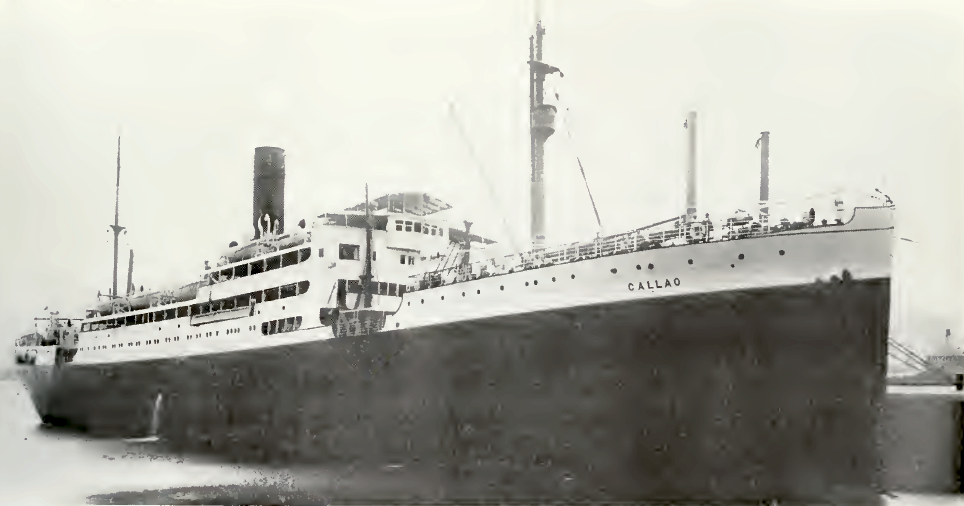
El Sierra Córdoba como Callao.

Tras la Batalla de las Malvinas, el Córdoba fue enviado desde Montevideo el 18 de diciembre con 1.600 toneladas de carbón, provisiones y repuestos para el crucero Dresden. Entró en el Estrecho de Magallanes el 24 de diciembre de 1914 y recaló en Punta Arenas. En ese momento quedó bajo el control del crucero blindado británico Kent, pero al estar en aguas neutrales, no pudo detenerlos y los pilotos alemanes lograron encontrarlos en una bahía inexplorada– como el Dresden– escondidos. Sin embargo, los barcos estaban ahora en bahías diferentes y no fue hasta el 19 de enero de 1915 que los dos barcos alemanes que habían sido avistados por última vez en Punta Arenas (el Dresden hacía 37 días y el Sierra Córdoba hacía 26) se pudieron reunir.  El 13 de febrero, ambos salieron del Estrecho de Magallanes hacia el Pacífico y debieron pasar muy cerca del crucero acorazado británico HMS Carnarvon. Luego intentaron interceptar barcos en las rutas conocidas frente a la costa chilena. Como los suministros de carbón escaseaban, el Sierra Córdoba partió hacia Callao, Perú, el 3 de marzo, donde cargó 1.200 toneladas de carbón y luego se hizo a la mar nuevamente.  Sin embargo, no alcanzó al Dresden, que fue hundido por fuerzas británicas cerca de la isla Robinson el 14 de marzo. El Sierra Córdoba regresó al Callao y fue confiscado por el gobierno peruano en 1917, rebautizándolo Callao. 

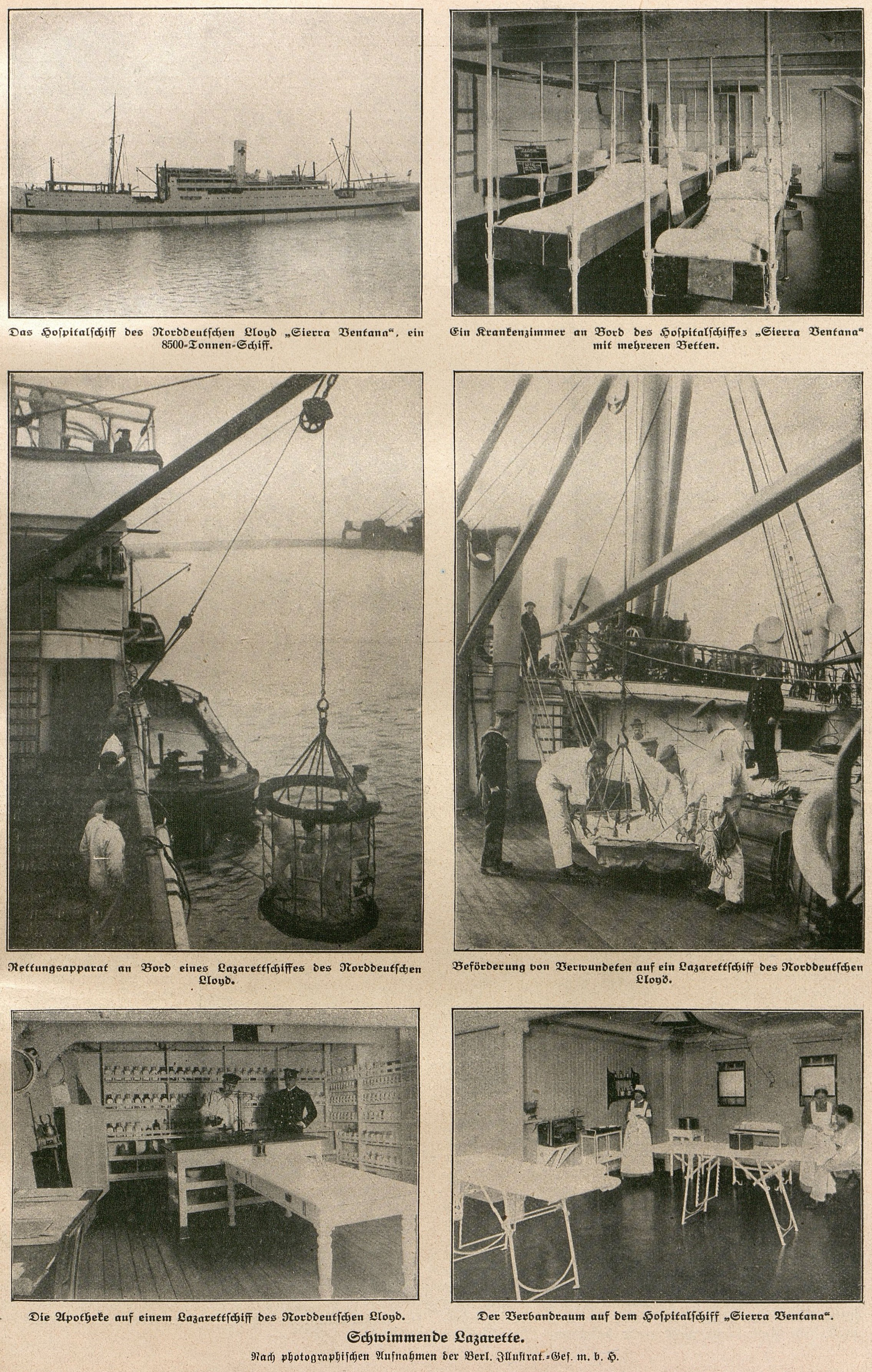
Equipamiento y salas médicas a bordo del Sierra Ventana. Imágenes de 1918.

Fletado a Estados Unidos, entró en servicio en la Marina estadounidense el 26 de abril de 1919 y realizó dos viajes desde Nueva York y Norfolk a Saint-Nazaire y Brest entre el 27 de junio y el 3 de septiembre de 1919 para repatriar soldados y personal de enfermería a los Estados Unidos. El 20 de septiembre de 1919 fue dado de baja y asumido por el Departamento de Transporte Marítimo de Estados Unidos.
El único buque Sierra que permaneció en Alemania durante la guerra fue el Sierra Ventana. Puesto en servicio el 26 de agosto de 1914 como buque hospital de la Armada Imperial, permaneció en este rol hasta el final de la contienda.
El Tratado de Versalles estipuló que la mayoría de la flota mercante alemana iría a las potencias victoriosas como reparación de guerra. Así, el Sierra Ventana fue entregado a Francia el 26 de enero de 1920.

## Posguerra
El Callao (ex Sierra Córdoba) fue vendido a la Dollar Line  en 1922, que lo rebautizó Ruth Alexander. Esta naviera pasó a llamarse American President Lines en 1938. El 31 de diciembre de 1941, el Ruth Alexander fue hundido frente a Balikpapan por un ataque aéreo japonés.
El Sierra Ventana entró en servicio en 1921 como Alba para la Compagnie de Navigation Sud-Atlantique . En 1926 fue transferido a la Compagnie des Chargeurs Reunis  con el nombre de Amerique . En 1936, sería el primer barco de la clase Sierra en ser desguazado.

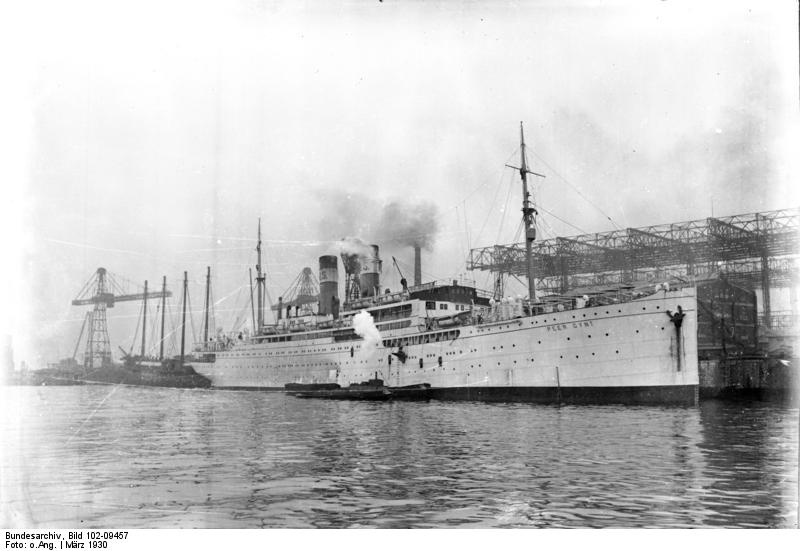
El vapor Peer Gynt, tras la reforma en la que se le añadió una segunda chimenea.

El Bage fue fletado al gobierno francés entre 1918 y 1926, volviendo nuevamente a la Lloyd Brasileiro .  El 1 de agosto de 1943, fue hundido al noreste de Bahía por el submarino alemán U 185.
El Avaré, también en servicio en Brasil, volcó mientras salía del astillero Vulkan, en Hamburgo, causando 39 muertos.  El barco fue reflotado y reformado dos meses después, para ser vendido –ahora con dos chimeneas y capacidad para 284 pasajeros– en julio de 1924 a la compañía Viktor Schuppe. Nombrado Peer Gynt, la naviera lo utilizó como crucero.

El Peer Gynt zarpó de Stettin el 15 de agosto de 1924 para su primer viaje a Noruega, seguido de otro el 4 de septiembre. Luego fue trasladado a Hamburgo, donde el 17 de septiembre comenzó un crucero de cuatro semanas por el Mediterráneo. En 1925 el barco se utilizaba principalmente en el Mediterráneo.  En diciembre de 1926 fue vendido a Italia y rebautizado Neptunia, y en septiembre de 1927 volvería a ser alemán, esta vez como el Oceana de la HAPAG . 

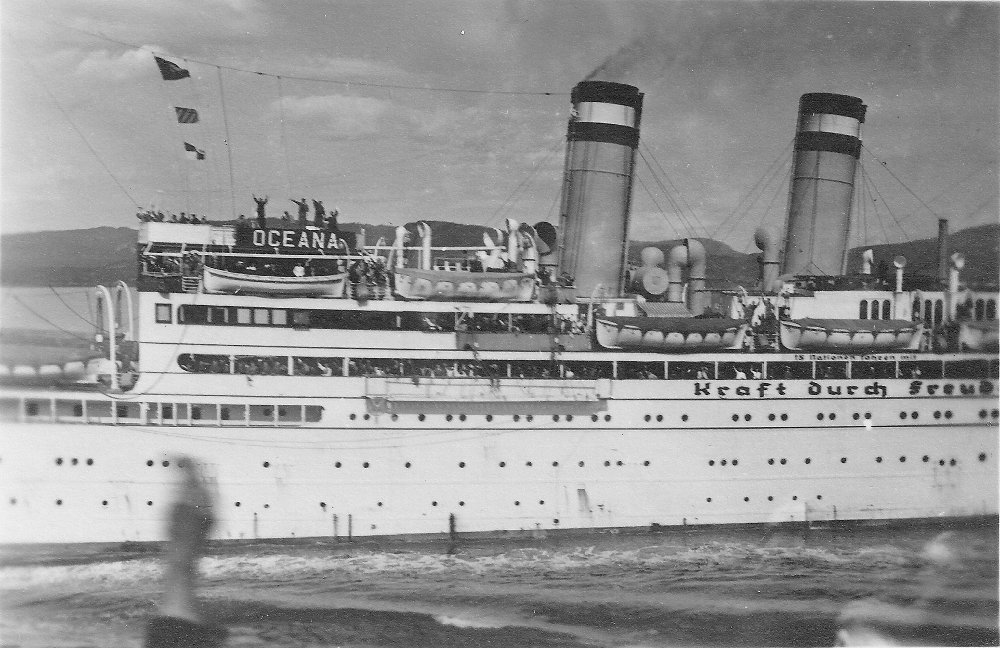
El crucero Oceana con la librea de la HAPAG y el lema de la KdF.

El Oceana continuó operando en el Mediterráneo y llevaba a bordo un hidroavión Junkers F 13 (al igual que el Lützow de NDL el año anterior), con el que los pasajeros podían realizar vuelos turísticos en los puertos de escala. En 1928 realizó cinco viajes por el Mediterráneo (algunos de ellos hasta el Mar Negro), tres viajes a Noruega y un viaje de 17 días al Mar Báltico en agosto.
Posteriormente, del 5 al 30 de septiembre, se ofertó un “crucero por el Atlántico” desde Hamburgo vía Southampton, Portugal, Madeira hasta Tenerife y regreso vía el norte de África, España y la isla de Wight. Se dice que por primera vez se utilizó el término “crucero” para este viaje.  
En los años siguientes se ofrecieron programas similares. A partir de 1934, el Oceana realizó viajes para la KdF, quienes finalmente compraron el barco en 1938. Participó en el llamado 1º Viaje a Madeira del DAF, en el que también participaron el Sierra Córdoba (II), el Der Deutsche (ex Sierra Morena), el Stuttgart y el St. Louis, el 15 de marzo de 1935 desde Hamburgo.  

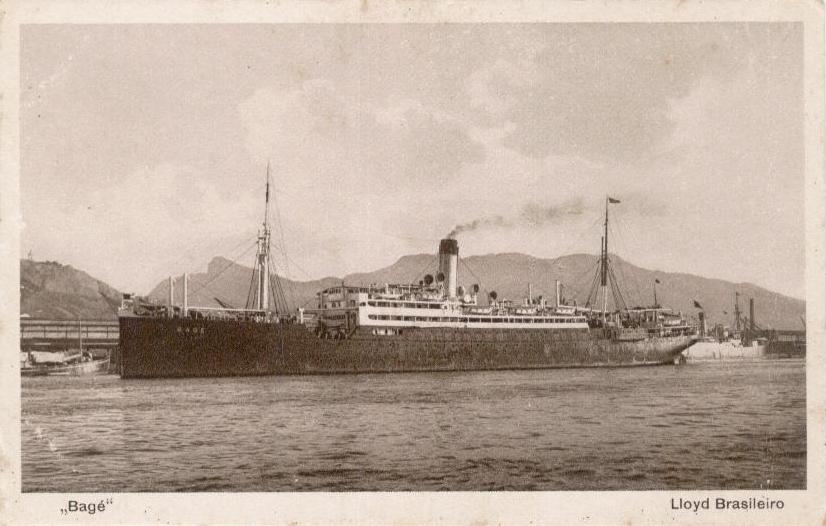
El Bagé, ex Sierra Nevada.

Además de los viajes cortos a Noruega y los viajes más largos por el Atlántico, a partir del otoño de 1935 también se ofrecieron viajes al Mediterráneo desde Génova, donde el Oceana fue reubicado durante el invierno. Desde 1939, el Oceana sirvió como barcaza de la Kriegsmarine en Gdynia y más tarde en Stettin, pasando a manos de los británicos tras el final de la guerra. Fue puesto en servicio en Flensburg en 1945.  
El 13 de octubre de 1945 sufrió un naufragio cerca de Heligoland, alcanzado por una mina cuando se dirigía a Hamburgo con internados alemanes a bordo. Fue remolcado y reparado en Hamburgo, planeándose su vuelta al servicio con el nombre de Empire Tarne. En febrero de 1946, sin embargo, fue entregado a la Unión Soviética. Allí fue rebautizado como Sibir y sirvió como buque depósito en la costa del Pacífico, iniciando operaciones en 1958 y desguazado en 1963. El antiguo Sierra Salvada sería así el buque de la clase Sierra con más años en servicio. 

## El segundoSierra Nevada(1922-1941)

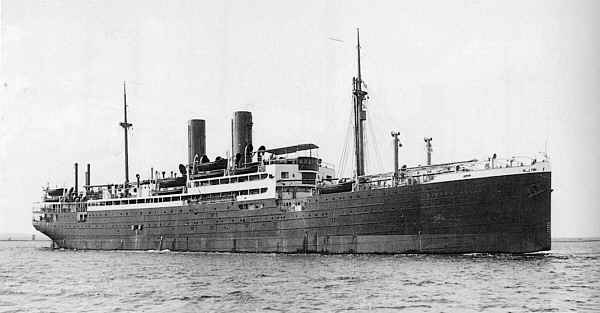
El segundo Sierra Nevada, más tarde Madrid

Un segundo Sierra Nevada fue construido como el casco n.º 666 por Vulcan para el servicio sudamericano de la NDL. A diferencia de los barcos Sierra de antes de la guerra, contaba con dos chimeneas, siendo la trasera decorativa, para dar sensación de mayor tamaño. Tenía un tonelaje bruto de 8.753 TRB, una eslora de 133,50 m y una manga de 17,25 m. Alcanzaba una velocidad de 13,5 nudos y podía transportar 112 pasajeros de primera clase, 82 de segunda y 1115 de tercera.
Fue botado el 22 de mayo de 1922 y comenzó su viaje inaugural desde Bremen a Nueva York el 6 de septiembre de 1922. No fue hasta finales de 1922 que viajó a Sudamérica por primera vez. 
En julio de 1925 pasó a llamarse Madrid y se reformó el alojamiento de pasajeros. El cambio de nombre probablemente también se produjo porque NDL recientemente había puesto en servicio tres barcos de una nueva clase Sierra, mucho más grandes. En 1927, el Madrid realizó su primer crucero por el Mar Báltico/Escandinavia. Ocasionalmente fue utilizado como crucero hasta 1932. En 1929 el Madrid compartía servicio con los Weser (III) y Werra (II), 9450 BRT, construidos en 1922/23, en la línea Bremen, Vigo, Lisboa, Madeira, Tenerife, (Bahía), Río de Janeiro, Santos, (Sao Francisco do Sul), (Rio Grande do Sul), Montevideo a Buenos Aires.  Los Sierra Córdoba (II), Sierra Morena y Sierra Ventana (II) de la nueva clase Sierra también sirvieron las líneas Bremen, Boulogne, Vigo, Lisboa, Madeira, Río de Janeiro, Santos, Montevideo y Buenos Aires. Además, el Gotha se utilizó para el transporte de pasajeros hacia Sudamérica. En 1932 fue transferido como refuerzo a la línea a Cuba y México, junto con los Merkur, Río Panuco y dos de los nuevos Sierra.
Durante la reorganización del transporte marítimo alemán, NDL y HAPAG tuvieron que renunciar a sus rutas entre Sudamérica y la costa este y deshacerse de varios barcos en 1934. El Madrid fue vendido a la Hamburg-Süd el 16 de mayo de 1934, permaneciendo matriculado en Bremen.  Cuando empezó la Segunda Guerra Mundial, se encontraba en Las Palmas. En 1940 consiguió romper el bloqueo de Saint-Nazaire. Se le retiró la segunda chimenea y a partir del 15 de febrero de 1941 sirvió como buque cuartel para las tripulaciones de los submarinos. El 9 de diciembre se hundió en un ataque aéreo británico cerca de Den Helder, en la costa de Holanda Septentrional, causando 12 muertes.